# Conseslus Kipruto
Conseslus Kipruto (Eldoret, 8 dicembre 1994) è un siepista keniota, campione olimpico a Rio de Janeiro 2016 e campione mondiale a Londra 2017 e Doha 2019.

## Biografia
Vincitore dei Mondiali allievi 2011 nei 2000 m siepi, ha confermato il suo potenziale l'anno successivo ai Mondiali juniores di Barcellona, vincendo il titolo nei 3000 m siepi con il tempo di 8'06"10, con un vantaggio di oltre tredici secondi sul connazionale Gilbert Kirui, classificatosi secondo in gara. Ha debuttato nel circuito internazionale seniores pochi giorni dopo al meeting Herculis di Monaco, dove ha stabilito la migliore prestazione mondiale under 18 in 8'03"49, terminando la gara davanti al connazionale Paul Kipsiele Koech.
Ha partecipato ai Mondiali di corsa campestre nel marzo 2013 a Bydgoszcz, in Polonia nella categoria juniores, arrivando quinto nella gara individuale e secondo nella gara a squadre. Nel maggio 2013, durante il meeting della Diamond League dello Shanghai Golden Grand Prix, disputato sotto la pioggia, ha vinto nei 3000 m siepi in 8'01"16, migliorando il suo record personale di quasi due secondi e firmando la miglior prestazione mondiale stagionale.
All'inizio di luglio, durante le selezioni keniote per i Mondiali 2013 a Mosca, ha vinto con il tempo di 8'13"50, davanti ad Abel Mutai e Brimin Kipruto. Era tra i favoriti per la vittoria finale ai Mondiali di Mosca, ma è arrivato secondo a 36 centesimi da Ezekiel Kemboi, aggiudicandosi la medaglia d'argento con il tempo di 8'06"37. Si è classificato terzo al DN Galan di Stoccolma e al Weltklasse di Zurigo a fine agosto 2013, riuscendo a vincere la classifica generale della Diamond League all'età di diciotto anni.
Nell'agosto 2015 Conseslus Kipruto è arrivato secondo ai Mondiali di Pechino, dietro al suo connazionale Ezekiel Kemboi, vincendo una seconda medaglia d'argento dopo il 2013 a Mosca.
Si è avvicinato alla barriera degli otto minuti nel giugno 2016, vincendo il meeting di Birmingham in 8'00"12. Da favorito è stato incoronato campione olimpico il 17 agosto 2016 ai Giochi olimpici di Rio de Janeiro 2016 con il tempo di 8'03"28, stabilendo il nuovo record olimpico. Il 9 settembre 2016 ha vinto la finale della Diamond League al Memorial Van Damme di Bruxelles in 8'03"74, conquistando così il suo secondo trofeo dopo il 2013. Ha totalizzato sei vittorie nei meeting della Diamond League (Doha, Rabat, Roma, Birmingham, Monaco e Bruxelles).
Vincitore nel 2017 del Golden Gala di Roma, ha partecipato ai Mondiali di Londra 2017, dove si è aggiudicato il suo primo titolo mondiale col tempo di 8'14"12, davanti al marocchino Soufiane el-Bakkali e allo statunitense Evan Jager, succedendo al connazionale Ezekiel Kemboi, che deteneva il titolo da quattro edizioni consecutive.
Nel 2019, durante i Mondiali di Doha, ha conquistato nuovamente la medaglia d'oro nei 3000 m siepi con il tempo di 8'01"35, vincendo la volata finale contro l'etiope Lamecha Girma.

## Palmarès
| Anno | Manifestazione          | Sede           | Evento       | Risultato | Prestazione | Note                                    |
| ---- | ----------------------- | -------------- | ------------ | --------- | ----------- | --------------------------------------- |
| 2011 | Mondiali allievi        | Lilla          | 2000 m siepi | Oro       | 5'28"65     |                                         |
| 2012 | Mondiali juniores       | Barcellona     | 3000 m siepi | Oro       | 8'06"10     | Record dei campionati                   |
| 2013 | Mondiali                | Mosca          | 3000 m siepi | Argento   | 8'06"37     |                                         |
| 2015 | Mondiali                | Pechino        | 3000 m siepi | Argento   | 8'12"38     |                                         |
| 2016 | Giochi olimpici         | Rio de Janeiro | 3000 m siepi | Oro       | 8'03"28     | Record olimpico                         |
| 2017 | Mondiali                | Londra         | 3000 m siepi | Oro       | 8'14"12     |                                         |
| 2018 | Giochi del Commonwealth | Gold Coast     | 3000 m siepi | Oro       | 8'10"08     | Record dei Giochi                       |
| 2018 | Campionati africani     | Asaba          | 3000 m siepi | Oro       | 8'26"37     |                                         |
| 2019 | Giochi panafricani      | Rabat          | 3000 m siepi | Finale    | dnf         |                                         |
| 2019 | Mondiali                | Doha           | 3000 m siepi | Oro       | 8'01"35     | Miglior prestazione mondiale stagionale |
| 2022 | Mondiali                | Eugene         | 3000 m siepi | Bronzo    | 8'27"92     |                                         |
| 2022 | Giochi del Commonwealth | Birmingham     | 3000 m siepi | 6º        | 8'34"96     |                                         |

## Campionati nazionali
2018
- Oro ai campionati kenioti, 3000 m siepi - 8'18"05

2022
- 5º ai campionati kenioti, 3000 m siepi - 8'32"24

## Altre competizioni internazionali
2012
- Oro alla CrossCup de Hannut ( Hannut) - 31'22"

2013
- Vincitore della Diamond League nella specialità dei 3000 m siepi (15 punti)

2014
- 5º al Campaccio ( San Giorgio su Legnano) - 28'47"
- Argento all'Athletissima ( Losanna), 3000 m siepi - 8'11"93

2015
- Bronzo allo Shanghai Golden Grand Prix ( Shanghai), 3000 m siepi - 8'14"59
- Argento ai Bislett Games ( Oslo), 3000 m siepi - 8'11"92
- Bronzo al Meeting Areva ( Parigi), 3000 m siepi - 8'09"91

2016
- Oro al Meeting international Mohammed VI d'athlétisme ( Rabat), 3000 m siepi - 8'02"77
- Oro al Golden Gala Pietro Mennea ( Roma), 3000 m siepi - 8'01"41
- Oro al Birmingham Grand Prix ( Birmingham), 3000 m siepi - 8'00"12
- Oro all'Herculis ( Monaco), 3000 m siepi - 8'08"11
- Oro al Memorial Van Damme ( Bruxelles), 3000 m siepi - 8'03"74
- Vincitore della Diamond League nella specialità dei 3000 m siepi (70 punti)

2017
- 6º al Campaccio ( San Giorgio su Legnano) - 29'20"
- Oro al Golden Gala Pietro Mennea ( Roma), 3000 m siepi - 8'04"63
- Oro al Memorial Van Damme ( Bruxelles), 3000 m siepi - 8'04"73
- Vincitore della Diamond League nella specialità dei 3000 m siepi

2018
- Argento al Prefontaine Classic ( Eugene), 3000 m siepi - 8'11"71
- Oro al Golden Gala Pietro Mennea ( Roma), 3000 m siepi - 8'08"40
- Bronzo all'Herculis ( Monaco), 3000 m siepi - 8'09"78
- Oro al Birmingham Grand Prix ( Birmingham), 3000 m siepi - 8'14"33
- Oro al Weltklasse Zürich ( Zurigo), 3000 m siepi - 8'10"15
- Oro in Coppa continentale ( Ostrava), 3000 m siepi - 8'22"55
- Vincitore della Diamond League nella specialità dei 3000 m siepi

2019
- 5º al Meeting de Paris ( Parigi), 3000 m siepi - 8'13"75
- 7º al Memorial Van Damme ( Bruxelles), 3000 m siepi - 8'14"53

2022
- 4º al Golden Gala Pietro Mennea ( Roma), 3000 m siepi - 8'08"76

2023
- 14º all'Herculis ( Monaco), 3000 m siepi - 8'24"46